# قاچاق کودکان
قاچاق کودکان (به انگلیسی: Trafficking of children) به‌طور گسترده به خدمت گرفتن اجباری کودکان در سربازخانه‌ها، تبادل کودکان با غذا، دارو، مایحتاج روزانه و گماردن کودکان در کارهای نامشروع تعریف می‌شود.
قاچاق و فروش کودکان به‌طور گسترده یکی از مشکلات پیچیده جهان تلقی شده که به صورت بهره‌کشی جنسی یا استفاده از نیروی ارزان کار یا با مقاصد تجاری قاچاق صورت می‌گیرد. طبق برآورد سازمان جهانی کار هرساله ۱٫۲ میلیون کودک قاچاق می‌شوند.
قاچاق کودکان در سطح بین‌المللی به عنوان نقض بزرگ حقوق بشر شناخته می‌شود که در هر منطقه از جهان وجود دارد در دهه گذشته شیوع و عواقب این عمل به شهرت بین‌المللی رسیده‌است براساس نظر حقوقدانان بین‌المللی، اکثر کودکان قاچاق شده در کارهای فساد و فحشا مورد استفاده قرار گرفته و از آن‌ها به عنوان ابزار جنسی استفاده می‌شود. به عنوان مثال مبادله پایاپای کودکان که در آن خانواده‌هایی از طبقه پایین یا متوسط برای مقاصد جنسی فرزندانشان را با یکدیگر مبادله می‌کنند.
در بررسی‌ها و آمارهای اداره رفاه و آژانس خدمات اجتماعی کشور مکزیک آمده‌است که بیش از ۱۶ هزار کودک در سواحل و مراکز فحشای مکزیک به انجام کارهای نامشروع گمارده شده و مکزیک بیشترین آمار فحشای کودکان را در خود دارد.
در این میان، بر طبق گزارش‌های موجود که از سوی نمایندگان صندوق حمایت از کودکان سازمان ملل در «لیتوانی» منتشر شده‌است، مشخص شد که ۲۰ تا ۲۵ درصد کودکان این کشور در امور نامشروع فعالیت داشته و اکثر آن‌ها در سنین ۱۰ تا ۱۱ سالگی به سر می‌برند. علاوه براین، کودکان ۱۰ تا ۱۲ ساله نیز در خانه‌های فساد به کار گمارده شده و در تهیه فیلم‌های «پورنو» از آن‌ها استفاده می‌شود.